# 20e division de fusiliers motorisés de la Garde
Pour les articles homonymes, voir 20e division.
La 20e division de fusiliers motorisés de la Garde (en russe : 20-я гвардейская мотострелковая дивизия, abrégé en 20 гв. мсд), de son nom complet la 20e division de fusiliers motorisés de la Garde Pricarpatsko-Berlinskaia des ordres du Drapeau rouge et de Souvorov (20-я гвардейская мотострелковая Прикарпатско-Берлинская Краснознамённая ордена Суворова дивизия), est une grande unité de l'Armée de terre russe (n° d'unité 58550).
Cette division reprend les traditions du 3e corps mécanisé  formé en septembre 1941, renommé 8e corps mécanisé de la Garde en octobre 1943, gagnant les mentions honorifiques « Carpates » en avril 1944 (à la suite de l'offensive Dniepr-Carpates) et « Berlin » en juin 1945 (après la bataille de Berlin). En 1946, cette unité devient la 8e division mécanisée de la Garde, puis en 1957 la 20e division de fusiliers motorisés de la Garde, stationnée autour de Grimma en Allemagne de l'Est.
Rapatriée d'Allemagne pour Volgograd en juin 1993, la division désormais russe a plusieurs de ses unités engagées dans les première et seconde guerres de Tchétchénie. En 2009, elle est réduite à une brigade, sous le nom de 20e brigade de fusiliers motorisés de la Garde.
L'unité est remise au niveau d'une division en 2021. Ses BTG sont impliqués dans l'invasion de l'Ukraine.

## Composition
- 33e régiment de fusiliers motorisés Berlinski-Donskoï kazatchi (« de Berlin et des cosaques du Don »), à Kamychine ;
- 242e régiment de fusiliers motorisés de la Garde Zalichtchykaïa  (« de Zalichtchyky »), à Volgograd ;
- 255e régiment de fusiliers motorisés de la Garde Stalingrasko-Korsouski (« de Stalingrad et de Korsoun »), à Volgograd ;
- 944e régiment d'artillerie automotrice de la Garde Tchernivtsko-Gneznoski (« de Tchernovtsy et de Gniezno ») ;
- 358e régiment de missiles antiaériens de la Garde ;
- 428e bataillon séparée de chars ;
- 487e bataillon séparé antichar[3] ;
- un bataillon de reconnaissance ;
- un bataillon du génie ;
- un bataillon de transmissions ;
- un bataillon de soutien logistique ;
- une compagnie de guerre électronique ;
- une compagnie de défense NBC.